# Pseudotruljalia
Pseudotruljalia är ett släkte av insekter. Pseudotruljalia ingår i familjen syrsor.
Kladogram enligt Catalogue of Life:
| Pseudotruljalia | \| \| Pseudotruljalia nigronotatus \| \| \| \| \| \| Pseudotruljalia speciosa \| \| \| \| |
|                 | \| \| Pseudotruljalia nigronotatus \| \| \| \| \| \| Pseudotruljalia speciosa \| \| \| \| |
|                 | Pseudotruljalia nigronotatus                                                              |
|                 |                                                                                           |
|                 | Pseudotruljalia speciosa                                                                  |
|                 |                                                                                           |